# Horia Flămându
Horia Flămându (n. 23 mai 1941, Alba Iulia) este un sculptor român, profesor la Universitatea Națională de Arte București și vicepreședinte al Uniunea Artiștilor Plastici din România. Numele său mai apare scris și Horea Flămând; Horea Flămându; Horea Flămîndu. 

## Biografie
Tatăl său a fost preot, iar sora, Lucia Flămându, s-a căsătorit în 1950 cu Ion Ursu, membru supleant al CPEx al Comitetul Central al Partidului Comunist Român.

## Opera

Alba Iulia: Basorelieful Mihai Viteazul primind omagiile celor trei țări române unite

La Horia Flămându influența lui Constantin Brâncuși se manifestă atât în limbajul plastic, cât și în spiritul în care e concepută sculptura sa.
Primul bust al lui Simion Bărnuțiu din Bocșa, Sălaj, opera lui Horia Flămându, a fost dezvelit la 24 septembrie 1967.
Statuia lui Alexandru Papiu-Ilarian, dezvelită la 8 decembrie 1973 în orașul Dej. 
În 1975, Flămându a realizat un basorelief cu o lungime de 6,20 m si o lățime de 3 m, montat pe clădirea din spatele statuii ecvestre a lui Mihai Viteazul din Alba Iulia (palatul princiar). Basorelieful îl prezintă pe domnitor primind omagiile celor trei țări române unite.
La 6 octombrie 2004 a fost dezvelit în fața noului Centru German de Tineret, Documentare și Cultură „Alexander Tietz” din Reșița un bust de bronz al lui Alexander Tietz, realizat de Horia Flămându. Bustul a fost dezvelit de către ultimul urmaș al lui Alexander Tietz, prof. univ. dr. Damian Vulpe din Timișoara. Acest bust este primul ridicat pe raza municipiului Reșița și primul al unei personalități germane din Banatul Montan.